# 톨만-오펜하이머-볼코프 한계
톨만-오펜하이머-볼코프 한계(Tolman–Oppenheimer–Volkoff limit, 또는 TOV 한계)는 차갑고 회전하지 않는 중성자별의 질량에 대한 상한으로, 백색왜성의 찬드라세카르 한계와 유사하다. 중성자 별의 병합으로 인한 첫 번째 중력파 사건인 GW170817을 관찰하면(합체 후 몇 초 내에 블랙홀로 붕괴된 것으로 생각됨) 태양질량의 2.17배에 가깝다는 것을 암시한다. 쌍성계를 이루는 중성자별은 질량이 {\displaystyle 2.27(\pm 0.16)M_{\bigodot }}에 근접하거나 약간 초과하는 질량을 갖는 것으로 측정되었다. 1995년 연구는 대략 1.5에서 3.0 태양질량에 한계를 두었지만, 엄격히 하면 회전하는 중성자별은 한계가 최대 18%까지 증가할 것으로 간주한다.

## 같이 보기
- 쿼크별